# Роші Веллс
Роші Шеферд Веллс (англ. Rhoshii Shepherd Wells; 30 грудня 1976, Остін, Техас — † 11 серпня 2008, Лас-Вегас, Невада) — американський професійний боксер, призер Олімпійських ігор.

## Аматорська кар'єра
Натхненний фільмами Роккі Роші Веллс з 11 років займався боксом.
На Олімпійських іграх 1996 Роші Веллс завоював бронзову медаль.
- В 1/16 фіналу переміг Курош Молаї (Іран) — 24-7
- В 1/8 фіналу переміг Рікардо Родрігеса (Бразилія) — 16-2
- В чвертьфіналі переміг Ділшода Ярбекова (Узбекистан) — (+)8-8
- В півфіналі програв Аріелю Ернандес (Куба) — 8-17

## Професіональна кар'єра
1997 року Веллс переїхав до Лас-Вегасу і розпочав професіональну кар'єру. Маючи рекорд 17-0-2, 20 вересня 2003 року вийшов на бій проти непереможного співвітчизника чемпіона WBA в першій середній вазі Алехандро Гарсії і зазнав поразки технічним рішенням в 10-му раунді.
21 травня 2005 року Веллс зустрівся вдруге з Алехандро Гарсія в бою за титул «тимчасового» чемпіона WBA в першій середній вазі і зазнав поразки нокаутом в 9-му раунді, після чого завершив виступи.

## Смерть
11 серпня 2008 року Роші Веллс був застрелений в Лас-Вегасі.